# Cheilotoma beldei
Cheilotoma beldei — вид листоїдів з підродини клітрин. Зустрічається в Йорданії та Туреччині.
Cheilotoma beldei має найбільшу схожість з Cheilotoma musciformis.